# Æther Shanties (álbum de Abney Park)
Æther Shanties es el décimo álbum de estudio de Abney Park y el segundo de temática Steampunk, (subtitulado “Further Trials and Tribulations of Abney Park”).

## Lista de canciones
| N.º | Título                  | Duración |  |
| 1.  | «Under the Radar»       | 2:58     |  |
| 2.  | «Building Steam»        | 4:00     |  |
| 3.  | «Until the Day You Die» | 2:46     |  |
| 4.  | «My Life»               | 3:05     |  |
| 5.  | «Wanderlust»            | 2:53     |  |
| 6.  | «Throw Them Overboard»  | 3:15     |  |
| 7.  | «The Derelict»          | 3:17     |  |
| 8.  | «Victoria»              | 4:43     |  |
| 9.  | «Æther Shanty»          | 2:48     |  |
| 10. | «The Clock Yard»        | 3:26     |  |
| 11. | «Too Far To Turn Back»  | 3:21     |  |

## Grabación
De acuerdo a una entrevista con Robert, la grabación del álbum estaba completa en un 95% cuando una ola de calor golpeó Seattle, dañando su disco duro. Este evento les permitió añadir las voces de su nueva cantante, Jody Ellen en el álbum, pero retrasó el lanzamiento por varios meses.
- Robert Brown - voz, derbake, acordeón diatónico, armónica, buzuki
- Kristina Erickson - teclado, piano
- Nathaniel Johnstone - guitarra, violín, mandolina
- Daniel Cederman - bajo, guitarra acústica
- Jody Ellen - voces secundarias